# Juan Ignacio de Madariaga
Juan Ignacio de Madariaga y Arostegui (Busturia, País Vasco, 28 de septiembre de 1717 - Cádiz, 30 de marzo de 1771) fue un comandante y capitán de navío español conocido por participar del combate de Puerto Egmont que expulsó a los británicos de las islas Malvinas el 10 de junio de 1770.

## Biografía

### Primeros años y carrera militar
Madariaga nació en Busturia en la provincia de Vizcaya el 28 de septiembre de 1717, hijo de don Andrés de Madariaga y Franquelin; y doña Ángela de Arostegui y Urzaa, descendía por parte materna de la localidad de Bermeo.
El 12 de diciembre de 1744 Madariaga fue herido en un combate naval entre España y Reino Unido en el cabo San Antonio, en la isla de Cuba. Una fragata inglesa había atacado a la fragata de guerra española Concepción al mando del capitán de fragata Pedro de Eliza. Madariaga era en ese entonces oficial de Marina.
El 14 de agosto de 1758 fue nombrado caballero de la Orden de Santiago, también fue comendador de Castrotorafe y mayorazgo de la casa-torre de Madariaga.
En 1762, cuando Gran Bretaña protagonizó la Toma de La Habana, Cuba, Madariaga delegó al gobernador Juan de Prado el gobierno del interior de la isla durante el resto del sitio a la ciudad.

### Combate de Puerto Egmont

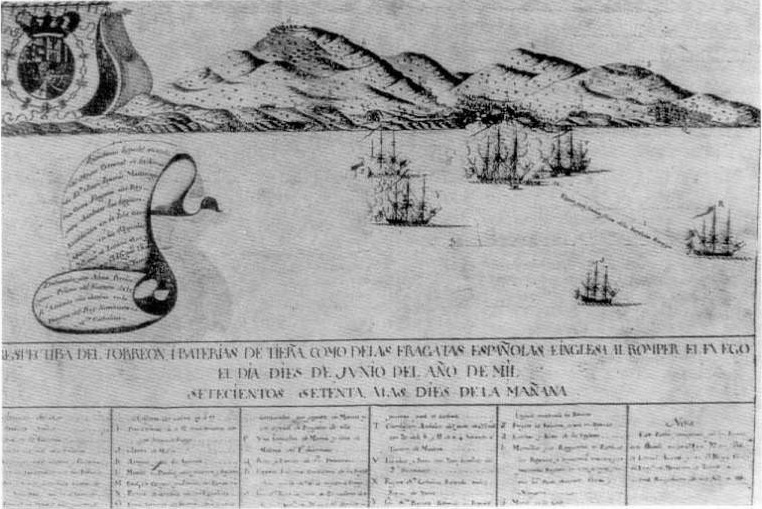
Grabado español sobre el combate y captura de Puerto Egmont.

En 1768 el gobernador de Buenos Aires, Francisco de Paula Bucarelli, recibió instrucciones de evitar el establecimiento de cualquier colonia británica en territorio del virreinato del Río de la Plata. En caso de comprobarse la existencia de alguno, debía desalojarse por la fuerza. En diciembre de 1769, partió un escuadrón con tres buques hacia las Malvinas para dar cumplimiento a las órdenes impartidas de exploración desde Madrid.
El gobernador Bucarelli dio órdenes al Mayor general Juan Ignacio de Madariaga, el 26 de marzo de 1770, para explulsar a los británicos y éste alistó sus fuerzas. Bucarelli en una carta le pidió «desalojar a los Yngleses de Maluinas» y lo apresuró diciendo «prevengo a V.S. que aprovechando los instantes, luego, luego, y sin la menor retardación...». Madariaga había partido desde Cádiz rumbo al Río de la Plata a finales de 1768 con una flota de buques en prevención. Ancló en Buenos Aires el 3 de enero de 1769. A bordo también viajaba Juan José de Vértiz y Salcedo quien más tarde sería gobernador y virrey. A su llegada Madariaga fue nombrado jefe del Apostadero de Montevideo.
Madariaga dirigió una expedición hacia Puerto Egmont con 1500 soldados y 4 buques de guerra (Escuadra de la Plata). Partió del puerto de Montevideo el 11 de mayo de 1770 con «órdenes precisas» para expulsar a los británicos. La flota estaba compuesta por cuatro fragatas: Industria, al mando de Juan Ignacio de Madariaga (26 cañones y 262 soldados y marineros), Santa Bárbara, al mando de Joseph Díaz Veanes (26 cañones y 260 soldados y marineros), Santa Catalina, al mando de Fernando Rucalva (26 cañones y 260 soldados y marineros) y la Santa Rosa (26 cañones y 122 soldados y marineros). A las fragatas se sumaba el jabeque Andaluz, al mando de Domingo Perler (30 cañones y 179 soldados y marineros). En total llevaba 1500 soldados (incluyendo 294 hombres de la compañía de Granaderos del Regimiento de Mallorca) y un arma de asedio al mando del coronel don Antonio Gutiérrez.
Durante la navegación hacia las islas un temporal había separado a la nave capitana del resto de la escuadra. La fragata Industria comandada por Madariaga llegó sola a Puerto Egmont, el 4 de junio de 1770, y fondeó en la bahía de la isla Trinidad, al oeste de la isla Gran Malvina. Con la intención de ganar tiempo hasta la llegada del resto de la flota. Se puso en contacto con los británicos y estos lo amenazaron con atacarlo si no abandonaba el lugar. Madariaga ignoró las amenazas y, en cambio, envió un emisario con obsequios al gobernador. El emisario español tenía la misión de inspeccionar las defensas del fuerte. La estrategia le permitió a Madariaga tener el detalle preciso de las defensas británicas. Había 4 cañones de 12 libras más 2 cañones de 6 libras traídos de la fragata Favourite, armada a su vez con 20 cañones.
Allí decidió esperar la llegada del resto de su escuadra y entró en conversaciones con los británicos. El 6 de junio éstos llegaron y Madariaga aún prosiguió con las conversaciones para hacer tiempo para esperar la mejora de las condiciones meteorológicas para lanzar su ataque. El día 9 lanzó un ultimátum. La tercera intimación de Madariaga fue la siguiente:

Si Vms. me dieren pruebas autenticas de q. executar. brebe, y buenamente este desalojo, pondré pacificamente mis Tropas en tierra, y se tratará á las de Vms. con toda consideracion y atencion q. corresponde a la buena armonía que subsiste entre nuestros Soberanos, y permitiere lleven Vms. consigo quanto tengan en tierra (...)
Juan Ignacio de Madariaga

Los españoles desembarcaron en tierra el 10 de junio e intimaron a los británicos a abandonar las islas. Madariaga fundamentaba su demanda en el derecho internacional vigente, que impedía establecer colonias en esa parte del mundo sin el consentimiento del rey de España.
Decidido a llevar adelante su misión, Madariaga dio la orden de comenzar el ataque. Ordenó la movilización de las fragatas Santa Bárbara y Santa Catalina junto al jabeque Andaluz para que atacasen a la fragata británica Favourite. El plan establecía que, una vez hundido el buque británico, Santa Bárbara y Santa Catalina comenzarían su ataque sobre el fuerte. Mientras tanto, las fragatas Santa Rosa e Industria desembarcarían tropas y cañones para atacar el fuerte desde tierra, en palabras de Madariaga: «al abrigo del humo de la cerrazón, y del espanto».
En cuanto los barcos españoles Santa Bárbara, Santa Catalina y Andaluz abrieron fuego sobre la Favorite, la artillería del fuerte respondió con unos pocos y desordenados cañonazos. La resolución de los oficiales británicos de pelear hasta el final no se mantuvo mucho tiempo. Desde el fuerte ondeó la bandera blanca y un oficial británico le solicitó la capitulación a las fuerzas de tierra al mando del coronel Antonio Gutiérrez. 156 hombres rindieron sus armas el 10 de junio de 1770.
Ellos y otros colonos británicos fueron detenidos durante 20 días y luego se les permitió retornar a Inglaterra a bordo de la nave HMS Favourite de 16 cañones. Los nuevos ocupantes renombraron el asentamiento como Puerto de la Cruzada y se hicieron cargo de la propiedad. Cuando la noticia llegó a Gran Bretaña se produjo una protesta pública. El nombre español aún es mantenido en la toponimia del archipiélago en castellano. La expulsión también ocasionó daños materiales en el establecimiento.
Tras esta acción militar, el Reino de España hizo efectivo su control del archipiélago malvinense.
El 30 de junio, Madariaga partió hacia España en la fragata Santa Catalina como comandante y portavoz para informar a la corona española sobre lo sucedido en las islas. Al mismo tiempo llegará una Real Orden a Buenos Aires solicitando suspender la expulsión de los británicos, dando origen a la crisis diplomática por las islas Malvinas de 1770. Ya en la península ibérica, Madariaga fue ascendido a brigadier.

### Fallecimiento
Madariaga falleció en Cádiz, Andalucía, el 30 de marzo de 1771.